# Vinterriket
I Vinterriket  sono una one-man band tedesca formatasi nel 1995, ad Aquisgrana, nella Renania Settentrionale-Vestfalia. Il genere della band è classificabile come Dark ambient. Sotto il nome Vinterriket, che, in norvegese ed in svedese, significa regno d'inverno, vi è Christoph Ziegler, nato a Laupheim (Germania) in data sconosciuta.
Altri progetti di Ziegler sono le seguenti band: Nebelkorona, Atomtrakt, Dânnâgôischd, Nocternity, Graven, Sturmpercht, Fräkmündt.

## La musica
Il lavoro di Christoph si concentra maggiormente sul collegamento tra la natura e l'uomo. Le tematiche principali dei suoi lavori si riconducono infatti ai paesaggi invernali ed alle stagioni. Le canzoni che costituiscono i vari album sono poche, ma ognuna è lunga diversi minuti se non un intero album, come nel caso di Zeit-los:laut-los. Tali canzoni si propongono come una musica isolatrice e, a differenza di altri artisti Dark Ambient, negli album dei quali sono presenti, qua e là, growl o scream, gli album di Vinterriket propongono invece solo la "voce della natura".

## Formazione
- Christoph "Vinterriket" Ziegler - tutti gli strumenti, voce

Altri componenti:
- Haewwel - voce femminile in Stürme der letzten Stille

## Discografia ufficiale
Album
1. Und Die Nacht Kam Schweren Schrittes (2002)
2. Finsternis (2002)
3. Winterschatten (2003)
4. Landschaften Ewiger Einsamkeit (2004)
5. Der letzte Winter - Der Ewigkeit Entgegen (2005)
6. Lichtschleier (2006)
7. Retrospektive (2006)
8. Gebirgshöhenstille (2008)
9. 2002-2004 (2009)
10. Horizontmelancholie (2009)
11. Garðarshólmur (2012)
12. Entlegen (2013)

Demo
1. ...Gjennom Takete Skogen (2000)
2. Promo 2001 (2001)
3. Sturme Der Letzten Stille (2001)
4. Kälte - Advanced Promo (2002)
5. Promo 2002 (2002)
6. ... Im Herbst (2002)
7. ... Im Winter (2002)
8. ...Durch neblige Wälder (2007)

Split
1. ...Gjennom Tåkete Skogen - The Silence Within (2001)
2. Vinterriket - Northaunt (2002)
3. Little Blue Planet - Stumme Winternacht (2002)
4. Vinterriket - Veiled Allusions (2002)
5. A Forest - Vinterriket (2002)
6. Vinterriket - Orodruin (2002)
7. Vinterriket - Fjelltrone (2002)
8. Schnee - Das Winterreich (con i Paysage d'Hiver, 2003)
9. Rikket - Vinterriket (2003)
10. Nazgul - Landschaften Ewiger Einsamkeit (2004)
11. -2- (2005)
12. Vannvidd - Vinterriket (2006)
13. Ira Deorum Obliviorum (2006)
14. Vinterriket - AEP (2007)
15. Nachtschwarze Momente / The Uruk-Hai (2010)

Compilation
1. Landschaftsmalerische Klangwelten Synthetischer Tonkunst (2002)
2. 7-Zoll-Kollektion 2000-2002 (2005)
3. 7-Zoll Kollektion 2002-2006 (2005)
4. Wege In Die Vergangenheit (2007)
5. Berglandschaften 2001-2004 (2007)
6. Kaelte, Schnee Und Eis - Rekapitulation Der Winterszeit (2007)
7. 2002-2004 Best of/Compilation (2010)
8. Eiszwielicht-Firntann (2010)

Digipack
1. Weisse Nächte des Schwarzen Schnees (2005)
2. Zeit-los:laut-los (2008)

Mini CD
1. Eiszwielicht (2008)
2. Firntann (2008)

EP
1. Det Svake Lys (2001)
2. Herbstnebel  (2002)
3. Kälte (2002)
4. Aura (2003)
5. Im ambivalenten Zwielicht der Dunkelheit (2004)
6. Eiszwielicht (2008)
7. Firntann (2008)
8. Nachtschwarze Momente (2009)
9. Nebelfluh (2010)
10. Zwischen den Jahren (2010)

## Videografia
1. Kontemplative Antagonismen des Augenblicks (DVD - 2007)
2. :::Grauweiss::: (DVD - 2010)

## Etichetta discografiche
- Flood the Earth Records
- Winterreich Productions @ MySpace
- Ravenheart Records
- Lupii Daciei
- Ars Funebris Records
- Winterreich Productions
- Old Temple
- Displeased Records
- Nordsturm Productions
- Oskorei Music
- Asphyxiate Recordings
- Aphelion Productions
- Solitude Productions / Badmoodman Music
- Griffin Music
- Blackmoon Records
- Ravenheart Productions